# 彼得·瓦勒度
彼得‧瓦勒度或“瓦爾多、韋爾多”（Peter Valdez or Waldo）是瓦勒度主義的創立人，他的生命在很大的程度上是未知數。

## 生平
瓦勒度是里昂城的一位富商，1176年，因為聽見一位漫遊詩人述說聖亞勒克西捨己犧牲的故事而大受感動，加上他和朋友一起晚餐而朋友卻忽然死亡，讓他對信仰開始產生興趣。他去訪問一位神學專家，問他：用什麼方法可以到上帝那裡去？這位神學家用當時修道主義所認定的規定對他說：你若願意做完全人，可去變賣你所有的，分給窮人，就必有財寶在天上，你還要來跟從我。瓦勒度便將這句出於聖經馬太福音十九章二十一節的話按著字義實行出來。他向債主歸還了一切，將財產一小部份分給他的妻子和幾個女兒之後，將剩下的部分都分給了窮人，然後開始巡迴宣教。他把拉丁文新約譯成家鄉語，成為他佈道的基礎。

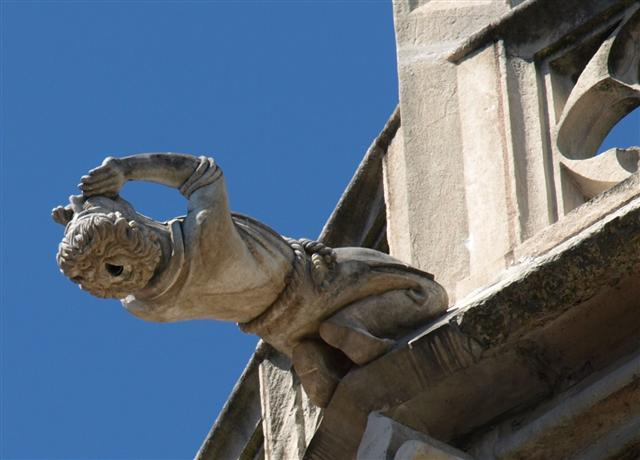
里昂大教堂被雕刻成一個雨漏彼得·瓦勒度，他被描繪成像一個瘋子，向著天空佈道，而不是在神面前俯伏。

他決心要照耶穌基督在聖經中馬太福音第十章吩咐使徒的話完全實行出來，他所穿的衣服是照耶穌基督所吩咐的，人們給他吃什麼，他就吃什麼。瓦勒度為了要多照聖經耶穌基督的教訓來行事，他還購買了一部新約譯本。他的這種行為在他週遭的朋友心中留下了很深的印象，他們認為在瓦勒度身上真正看見了「使徒貧窮」。瓦勒度在城市和鄉村傳道，不久就吸引了一批跟隨者，1177年有些人與他共同生活，於是他們組成一個小團體，更進一步實行耶穌基督的吩咐，四處傳教勸人悔改，他們被稱為「里昂的窮人」（Pool Man of Lyons）他和他的門徒把大部份新約背下來，兩個、兩個地，穿著簡單的衣服，赤看足，到處傳道。他們每個禮拜一、三、五都禁食；他們不起誓、不打仗、只用主禱文；他們不信堜獄，也不接受為死人禱告和彌撒；他們深信在房子裡或馬廄中祈禱和在教堂裡祈禱一樣有效；他們篤行信徒證道，而且不分男女。而他們自稱為「虛心的人」。瓦勒度派曾有以下的計劃，希望能在教會內實施:
- 教會必須恢復純粹的聖經的教訓;
- 沒有煉獄;
- 教會亦非無錯誤的;
- 平信徒有資格講道;
- 變賣貨物，以其所得賙濟窮人，乃是基督徒的一種奉獻的行為 [6]

里昂大主教在1181年禁止他們講解聖經，瓦勒度的回答是更加熱心於講道。他們講解聖經等於由自己負起教會所負的責任，這是中世紀許多異議人士所共有的特點。他們過貧窮的生活，反映了許多聖職人員的生活世俗化。 1179年彼得瓦勒度和跟隨他的人在第三次拉特蘭會議期間到達羅馬，向教皇懇求准許他們傳道。教宗亞力山大三世稱許瓦勒度甘於貧窮，但是卻認為他們為無知的平信徒，只有當地的教士批准，他們才有資格傳道，教宗亞力山大三世不肯批准他們傳道的請求，這就引起了瓦勒度想要和教會分裂的行動。雖然這次會議並不以為他們是在宣傳異端，但是瓦勒度被懷疑是亞流派信徒，因為他聲稱馬利亞是耶穌的母親，而非神的母親。地方教士不准瓦勒度傳教後，他認為這樣禁止他們傳道，是用人的意見阻攔上帝的旨意，瓦勒度肯定自己需要順從神而不是人，所以他與他的同伴依然繼續傳道。瓦勒度派成了後來的胡司派和波希米亞弟兄會的開路先鋒。因為他們違背教會的命令，就在1184年教宗路球三世時所召開的維羅納會議革除他們的教籍。不久，他們就被和迦他利派混為一談，受到審判和壓制。